# Ask (Vestland)
Pour les articles homonymes, voir Ask.

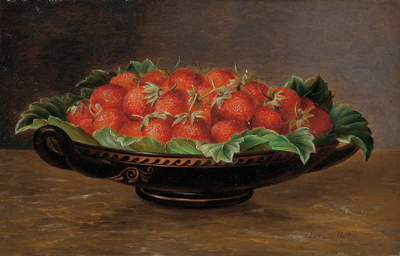
Ask est bien connu pour ses fraises

Ask est un village situé à l'est de la municipalité d'Askøy, dans le comté de Vestland en Norvège.

Ask est réputé pour ses cultures de fraises, qui sont vendues sur le marché de Bergen pendant l'été.
Son climat agréable et sa situation sur une île proche de Bergen, ont fait d'Ask un site idéal pour un kongsgård (ferme royale, équivalent norvégien de palais). On y trouve également une église et un cimetière extrêmement vieux. L'ancien site de l'église (de ~1200 jusqu'en 1741) est aujourd'hui marqué par une croix de pierre.
Le dialecte local du village reflète bien la proximité avec Bergen, tant il ressemble plus à celui de Bergen qu'à celui du reste d'Askøy. Ceci est dû au fait qu'historiquement de nombreux habitants de Bergen (en particulier de riches négociants) sont venus s'y établir.
Ask a eu des résidents célèbres jusqu'aux périodes récentes : Fridtjof Nansen a vécu dans une maison près de Kongshaugen pendant une courte période. Amalie Skram a vécu chez Lien à Ask, près de Ask Dambruk, de 1876 à 1878, dans la même maison où Nils Peder Åland vécut pendant quarante ans.

## Historique

### Période lointaine
Les héros scandinaves légendaires dont les aventures sont racontées dans Gesta Danorum et dans les sagas légendaires, Stakard et Egill Skallagrímsson et le dernier archevêque catholique en Norvège, Monseigneur Olav Engelbrektsson de Nidaros sont liés à Ask. La mention de saga Ask apparaît dès le VIe siècle. Le Roi Hertjov de Hordaland a voyagé à Agder en compagnie de ses deux garçons Stakard et Vikar qui sont devenus de grands chasseurs et des guerriers qui résistaient aux attaques des vikings de Hordaland sur Ask. Ask est devenu leur nouvelle résidence jusqu'à ce que Vikar ait été tué accidentellement. Après ceci, Stakard s’exila pour le Danemark puis la Suède. La saga d'Egils indique qu’au IXe siècle, Torgeir Tyrnefot possédait Ask. Son fils était Berg Onund qui fut tué dans une attaque menée par Egil Skallagrimson. L'archevêque Olav Engelbrektsson fut le dernier évêque en Norvège, sa résidence finale était à Bergen mais pendant que la réforme éclatait dans l'ensemble de la Norvège en 1534, il se réfugia à Ask. Mauritz Bostede a acheté Ask en 1628. D'autres hommes bien connus de Bergen ont également possédé Ask durant des périodes prolongées. Thomas Ericssen y a construit en 1795 une grande maison, nommée Thomas Ericssens Minde, qui est le seul bâtiment de cette période qui subsiste encore aujourd'hui.

### Période récente

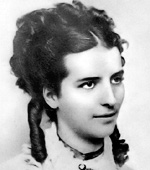
Amalie Müller (Amalie Skram)

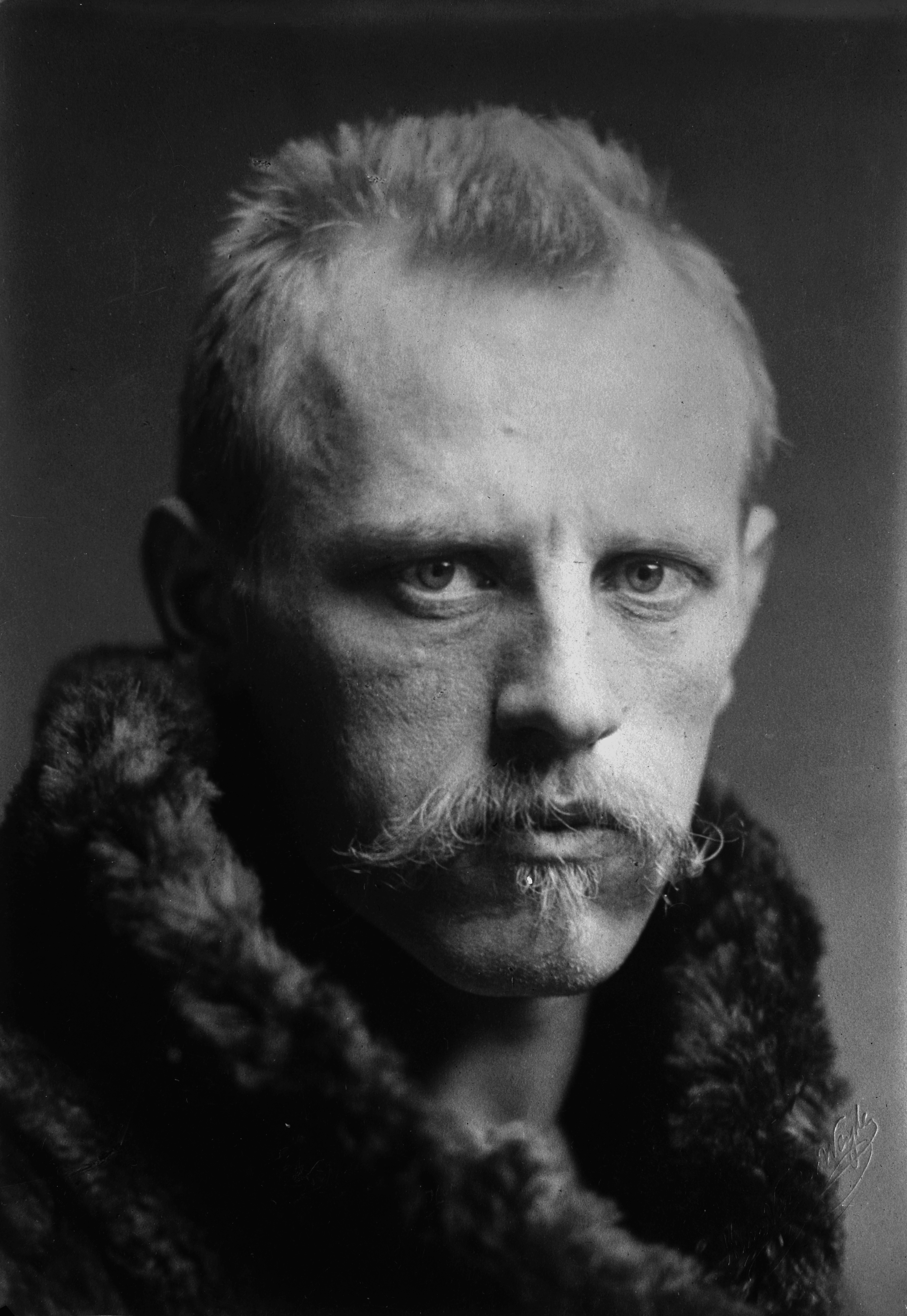
Fridtjof Nansen

Du fait de sa proximité avec Bergen (à seulement 4 km), Ask est devenue une destination populaire dans les années 1880/1890, date à laquelle les liaisons commerciales et le transport des passagers ont été facilités notamment avec l'arrivée des bateaux à vapeur (dont le célèbre « Fridtjof »). Le trafic maritime n'a baissé qu'à la construction de la route à Kleppestø vers 1950.
Les premières productions commerciales de fraises ont été faites par Jæger d'Emanuel, qui a envoyé ses premières fraises à l'hôtel de Fleischer chez Voss. Il s'agissait de fraises « Sieger » (victoire), une variété de fraise allemande. Cette production est restée très populaire jusqu'au siècle dernier.

## Géographie
Ask est situé sur la partie orientale de l'île d'Askøy. Le Herdlafjord est situé à l'est du village et le pont de Nordhordaland est visible du village. À l'ouest d'Ask se trouvent le lac Askevatnet et de vastes forêts.

## Événements culturels
Tous les 1er mai, se tient le relais d'Ask qui a fêté en 2006 sa 54e édition.